# Николаевский сельсовет (Благовещенский район, Алтайский край)
Николаевский сельсовет — сельское поселение в Благовещенском районе Алтайского края Российской Федерации.
Административный центр — село Николаевка.

## История
Статус и границы сельского поселения установлены Законом Алтайского края от 2 декабря 2003 года № 64-ЗС «Об установлении границ муниципальных образований и наделении их статусом сельского, городского поселения, городского округа, муниципального района».

## Население
| 1997  | 1998  | 1999  | 2000  | 2001  | 2002  | 2003  | 2004  | 2005  | 2006  |
| ----- | ----- | ----- | ----- | ----- | ----- | ----- | ----- | ----- | ----- |
| 1528  | ↗1548 | ↘1502 | ↘1467 | ↘1464 | ↘1430 | ↘1390 | ↗1397 | ↘1308 | ↗1317 |
| 2007  | 2008  | 2009  | 2010  | 2011  | 2012  | 2013  | 2014  | 2015  | 2016  |
| ↘1308 | ↘1284 | ↘1269 | ↘1105 | ↘1101 | ↘1023 | ↘966  | ↘945  | ↘900  | ↘888  |
| 2017  | 2018  | 2019  | 2020  | 2021  |       |       |       |       |       |
| ↘876  | ↘868  | ↘862  | ↘830  | ↘827  |       |       |       |       |       |

Гендерный состав
Численность населения муниципального образования составила 1105 человек, в том числе 510 мужчин и 595 женщин.

## Состав сельского поселения
| № | Населённый пункт | Тип населённого пункта       | Население |
| - | ---------------- | ---------------------------- | --------- |
| 1 | Николаевка       | село, административный центр | ↘618      |
| 2 | Татьяновка       | посёлок                      | ↘348      |

В начале 1970-х годов упразднён посёлок Алексеевка.